# Primitivo (nome)
Primitivo  è un nome proprio di persona italiano maschile.

## Varianti
- Femminili: Primitiva[1][2]

### Varianti in altre lingue
- Catalano: Primitiu
- Latino: Primitivus[2][3]
  - Femminili: Primitiva[2][4]
- Polacco: Prymityw
- Russo: Примитив (Primitiv)
- Spagnolo: Primitivo[3]
  - Femminili: Primitiva[4]

## Origine e diffusione
Nome di scarsa diffusione, continua il tardo latino Primitivus, basato sull'omonimo aggettivo che vuol dire "formato per primo", "originario".

## Onomastico
L'onomastico si può festeggiare in memoria di santi diversi, alle date seguenti:
- 24 febbraio, santa Primitiva, martire a Roma[5][6]
- 16 aprile, san Primitivo, martire a Saragozza sotto Diocleziano[5][7]
- 26 aprile, san Primitivo, martire a Gabi con san Getulio e altri compagni[8][9]
- 11 maggio, santa Primitiva, martire a Camerino[10]
- 18 luglio, san Primitivo, martire sulla Via Tiburtina con la madre santa Sinforosa e altri[9]
- 27 novembre, san Primitivo, martire con san Facondo a Sahagún presso il fiume Cea[5][7][8][9]
- 9 dicembre, san Primitivo, martire in Africa con altri compagni[5][8]

## Persone
- Primitivo Gonzáles del Alba, criminologo spagnolo
- Primitivo Villacampa, calciatore spagnolo